# Гуарко, Антонио
Антонио Гуарко (итал. Antonio Guarco; 1360, Генуя — 16 марта 1405, Павия) — дож Генуэзской республики.

## Биография
Антонио был старшим сыном Николо Гуарко, который был дожем с 1378 по 1383 годы, и его жены Лино Онза.
Его имя впервые упоминается в хрониках в 1383 году, когда вместе с другими членами семейства Гуарко он был вынужден бежать из Генуи к маркизу Финале после смещения его отца с поста дожа. Гурако смогли вернуться в Геную после избрания в том же году дожем Леонардо Монтальдо. По этому поводу Лудовико Гуарка, брат Николо, предложил заключить барк между Антонио и дочерью Монтальдо для примирения двух семей.
Гуарко не задержались в городе надолго: в июне 1384 года дож Леонардо Монтальдо умер от чумы, а его место занял исторический враг Гуарко, Антониотто Адорно. Семья снова была вынуждена бежать к маркизу Финале, но тот предал Николо и выдал его Адорно, который заключил его в тюрьму в замке Леричи, где тот и умер. Антонио, потеряв отца, вместе с дядей занялся торговлей в восточных колониях республики, на Родосе и на Кипре.
В июне 1392 года новый дож Антонио Монтальдо пригласил Гуарко вернуться в Геную, где Антонио Гуарко занял место одного из ближайших соратников дожа. Но уже в начале 1394 года заговор сторонников Адорно и спровоцированные им народные восстания привели к падению дожа Монтальдо и последующему назначению «народного дожа» Николо Дзоальи.
Дож Дзоальи на фоне народного недовольства заподозрил Гуарко в интригах и заключил Антонио на несколько дней в тюрьму, но после консультаций с Советом распорядился его выпустить. Однако Антонио не простил дожу обвинений и вступил в заговор с семьями Монтальдо, Кампофрегозо, сторонниками архиепископа Генуи кардинала Карло III Фиески и даже Антониотто Адорно. В итоге Дзоальи был вынужден бежать из Генуи 17 августа 1394 года, а победители собрались во Дворце дожей для выборов его преемника. Не придя к соглашению, два главных претендента, Антонио Гуарко и Пьетро Кампофрегозо, решили разыграть пост дожа в игре в кости, и удача оказалась на стороне первого.
Подобное «избрание» дожа было признано историками и летописцами того времени позором, но позже было подтверждено решением Совета старейшин: дож Антонио Гуарко был объявлен двадцатым в истории Республики.

### Правление
Странная и необычная процедура выборов нового дожа неизбежно привела, всего два дня спустя, к тому, что недовольные горожане и знать стали собираться в общественных местах, чтобы решить, что делать в этой ситуации. Оппоненты Гуарко — Фрегозо — стали собирать верные силы для свержения дожа. Ещё более запутало политическую ситуацию в городе возвращение Антониотто Адорно, который 22 августа вступил в Геную, рассчитывая вернуться к власти. Его наемники вступили в вооруженную борьбу с солдатами дожа Гуарко и людьми семьи Монтальдо. Адорно заключил секретное соглашение с Фрегозо и предавшим дожа Антонио Монтальдо и поешл с войском ко Дворцу дожей. Гуарко, чувствуя себя преданным на всех фронтах, 30 августа пошел в атаку на людей Адорно во главе около 2000 солдат. Атака оказалась неудачной, и Гуарко был вынужден забаррикадироваться во Дворце дожей.

### После свержения
Адорно провозгласил себя дожем Генуи, в четвёртый раз, а Гуарко все-таки удалось бежать и найти убежище в Савоне. Горожане убедили его восстать против генуэзской власти и призвать к помощи французов и миланцев. 28 февраля 1395 года в замке Лерма был подписан договор о создании лиги «анти-Адорно». Генуэзцы осадили замок Лерма тем же летом, но в итоге, под давлением французов, Гуарко и Адорно примирились, и Антонио был вынужден отказаться от притязаний на власть.
В октябре 1396 года Адорно признал сюзеренитет французского короля и стал его губернатором. В феврале 1397 года примирившиеся Антонио Гуарко и Антонио Монтальдо двинули свои силы против Адорно, к замку Ронко-Скривия, где обнаружили ожесточенное сопротивление ополченцев семей Спинола и Фиески. Войска Гуарко и Монтальдо были вынуждены отступить.
В марте 1397 года, после замены Адорно французским королём на графа Сен-Поля, Гуарко пришел к перемирию с бывшим губернатором и получил в управление замок Гави и прощение своих действий против Генуи и французской короны. Однако очень скоро Гуарко вступил в конфликт с французским губернатором и вместе с Антонио Монтальдо был отправлен в июле 1398 года в долины с задачей усмирить население, недовольное французским правлением. В Генуе вскоре родились подозрения о возможном заговоре, составленном Гуарко и Монтальдо, эти подозрения усилились, когда оба не согласились вернуться в столицу. Из страха перед беспорядками губернатор Пьер Френель бежал в Савону, а затем в Асти, оставив Геную без власти, терзаемую фракциями гвельфов и гибеллинов и чумой, которая, среди прочих, привела к смерти Антонио Монтальдо и его заклятого врага Антониотто Адорно.
Беспорядки в городе продолжались до 28 июля 1398 года, когда обе стороны достигли соглашения о прекращении огня, и только с назначением нового губернатора Кольяра де Кодвиля ситуация вернулась в нормальное русло. Несмотря на перемирие, в городе продолжились столкновения между сторонниками Гуарко, Монтальдо и Адорно, а неспособность губернатора навести порядок привела к избранию горожанами в качестве правителя Баттисты Бокканегра (зятя Гуарко после его брака с Бенедеттой Бокканегра) вместо французского губернатора. Народные выборы не были признаны королём Франции, и бежавший в Савону Кольяр де Кодвиль получил приказ восстановить контроль над Генуей. Растущее недовольство населения привело 21 марта 1400 года к отставке популярного губернатора Бокканегра, несмотря на усилия Антонио Гуарко. Его место занял избранный народом 26 марта Баттиста де Франки Лусардо, но и он не был официально признан королём Франции. Первоначально Антонио Гуарко нашел место при дворе в качестве старшего советника, пока французы не восстановили свой контроль над городом.

### Последние годы
В анти-аристократической атмосфере, в 1401 году Гуарко покинул Геную и отправился в генуэзскую колонию Кипр ко двору короля Януса Лузиньяна. Здесь он получил пост мэра Фамагусты и организовал рейды вдоль берегов Сирии, что вызвало горячий протест со стороны Венецианской республики и египетского султана. Его флот разграбил Александрию, ответив на притеснения египтянами генуэзской торговли. Новое противостояние на Востоке, вызванное действиями Гуарко, толкнуло Сенат Генуи немедленно направить вооруженную экспедицию, чтобы усмирить Гуарко. Преданный даже королём Кипра, Гуарко не стал дожидаться вооруженного конфликта с генуэзскими солдатами и поспешно покинул остров, чтобы вернуться в Италию.
Прибыв в Павию в 1404 году ко двору Джан-Галеаццо Висконти, он, не колеблясь, взялся за организацию возможного восстания против французского господства. Однако 28 февраля 1405 года люди, нанятые французским губернатором города Жаном II ле Менгром, подстерегли Гуарко во время прогулки по улицам города и ударили его отравленными кинжалами. 16 марта не оправившийся от ранений Гуарко скончался.